# Anomiopus panamensis
Anomiopus panamensis là một loài bọ cánh cứng trong họ Bọ hung (Scarabaeidae).